# Bisfenol AF
Bisfenol AF (afgekort tot BFAF) is een organische verbinding, verwant aan bisfenol A, waarbij de waterstofatomen aan de beide methylgroepen vervangen zijn door fluor. De stof wordt onder andere gebruikt bij de fabricage van hoogwaardige elastomeren.

## Synthese
Bisfenol AF kan bereid worden door reactie van fenol met hexafluoraceton, onder invloed van een zure katalysator.

## Biologische activiteit
Net als bisfenol A is bisfenol AF biologisch actief: waar bisfenol A bindt aan de humane estroge-related receptor gamma (ERR-γ), doet BFAF dit in geheel niet. BPAF reageert wel met de ERR-α en deactiveert ERR-β.